# 中里実次
中里 実次（なかざと さねつぐ）は、戦国時代の武将。安房里見氏の一族。

## 略歴
里見義実の庶子とされている。
天文2年（1533年）、当主・里見義豊が叔父である実堯らを粛清しようとした時には反対するも、義豊による実堯謀殺を阻止することはできなかった（稲村の変）。しかし、翌天文3年（1534年）、実堯の子・義堯が義豊を攻めると、宗家の義豊に従ってこれを迎え撃ち討ち死にしたとされている。なお、実次を義豊の側室の父とする説もある。実次の死後も中里氏は里見氏の一門衆として重んじられ、知行帳などに中里姓の家臣が複数登場する。